# Voorlandpad

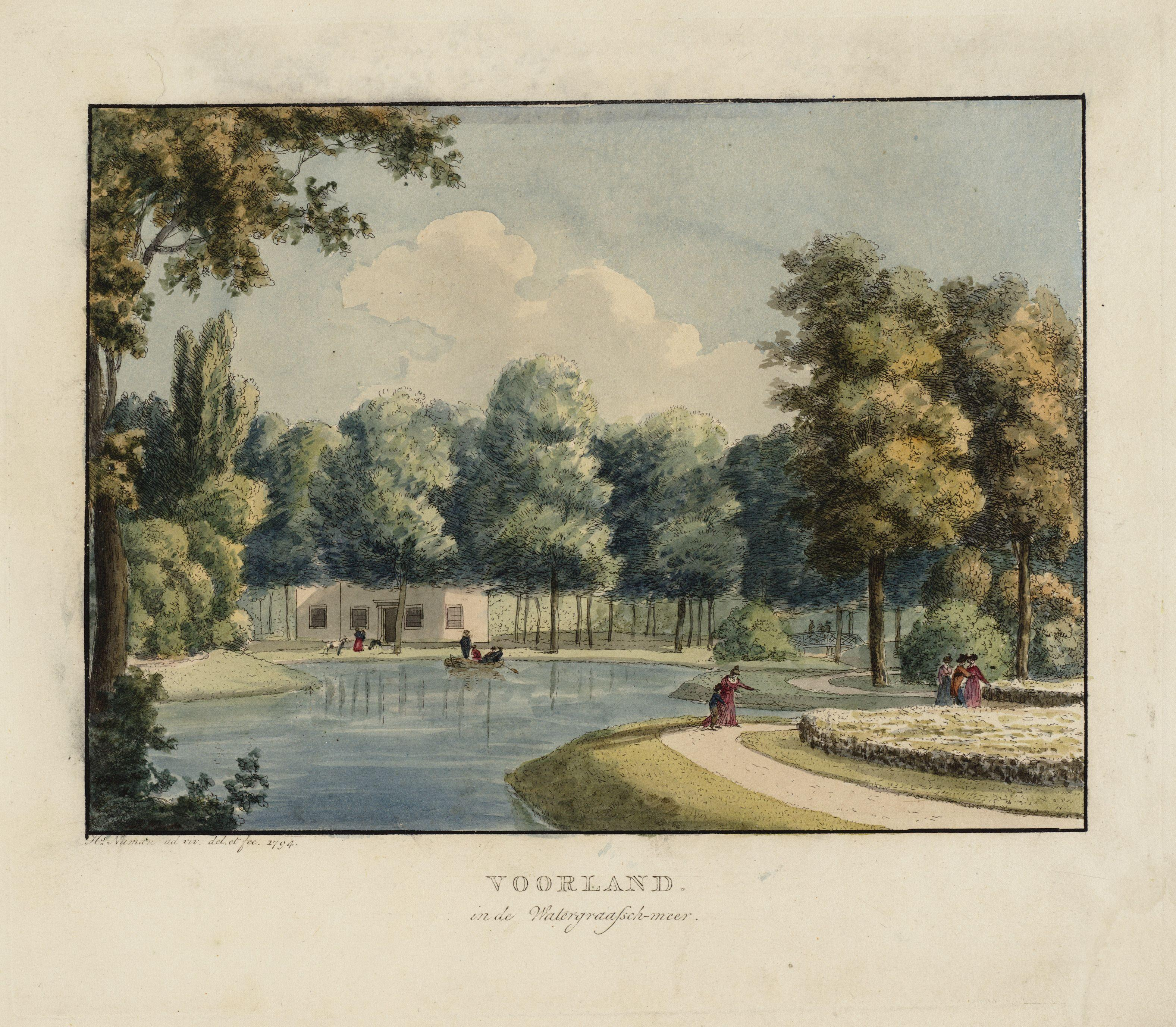
Hofstede Voorland door Johannes Smit

Het Voorlandpad is een pad in Amsterdam-Oost.

## Geschiedenis en ligging
Het pad kreeg haar naam per raadsbesluit van 9 december 1959 en werd vernoemd naar een voormalige hofstede Voorland, die daar in de omgeving stond. In 1689 gebouwd als Meerenburg werd zij in in 1722 verkocht aan een nieuwe eigenaar die het Voorland noemde. In 1784 betrok Pieter van Winter de hofstede Voorland; in 1793 werd zijn dochter Annewies van Winter er geboren; twee jaar later Lucretia Johanna van Winter. Pieter van Winter liet de tuin en lanen verfraaien. Schrijver en reiziger Jacob van Lennep was er soms te vinden. Na de dood van Pieter van Winter ging het landgoed over in de handen van Hendrik Six (man van Lucretia); na zijn dood werd diens broer Jan Pieter Six, lid van Provinciale Staten, Hoogheemraad en numismaticus eigenaar. In de vroege jaren dertig kocht de gemeente Amsterdam de terreinen en sloopte de gebouwen. In 1934 opende voetbalstadion Stadion De Meer haar deuren, waarbij een aantal bomen van het voormalige terrein herplant werd.
Het Voorlandpad is een bundeling aan paden die loopt vanaf de Middenweg door een parkachtige omgeving die opgaat in sportvelden. Het gebied ligt in de hoek Middenweg en Rijksweg 10 deel Ringweg-Oost.

## Gebouwen
Het pad kent in 2019 slechts vier gebouwen met huisnummers 2, 13, 15 en 17, waarvan de laatste drie tot sportaangelegenheden dienen. Bij nummer 15 staat het Monument van voetbalclub BPC. Het gebouw met huisnummer 2 is gebouwd in 2001 en herbergt sindsdien de Dierenambulance Amsterdam, het dient ook tot uitvaartcentrum voor huisdieren. Het pand is gebouwd binnen de stijl organische architectuur naar een ontwerp van Architectenbureau Alberts en Van Huut. Het is een opmerkelijk gebouw met haar combinatie van rode baksteen en groene dakbeklamping.

## Infrastructuur
Tot 1996 lag ten noorden van het Voorlandpad de "Ajaxlus" met in het midden een vijver. Deze keerlus van de voormalige tram 9 was van 1948-1990 ingebruik maar na de verlenging van de lijn naar Diemen werd de lus alleen nog gebruikt voor inkortingen en voor het opstellen van extra trams bij thuiswedstrijden van Ajax. Na het verdwijnen van het stadion en de komst van een nieuwe woonwijk verdween de lus. Ter compensatie verscheen echter op het Voorlandpad een keerdriehoek zodat er nog steeds ter plekke kan worden gekeerd.

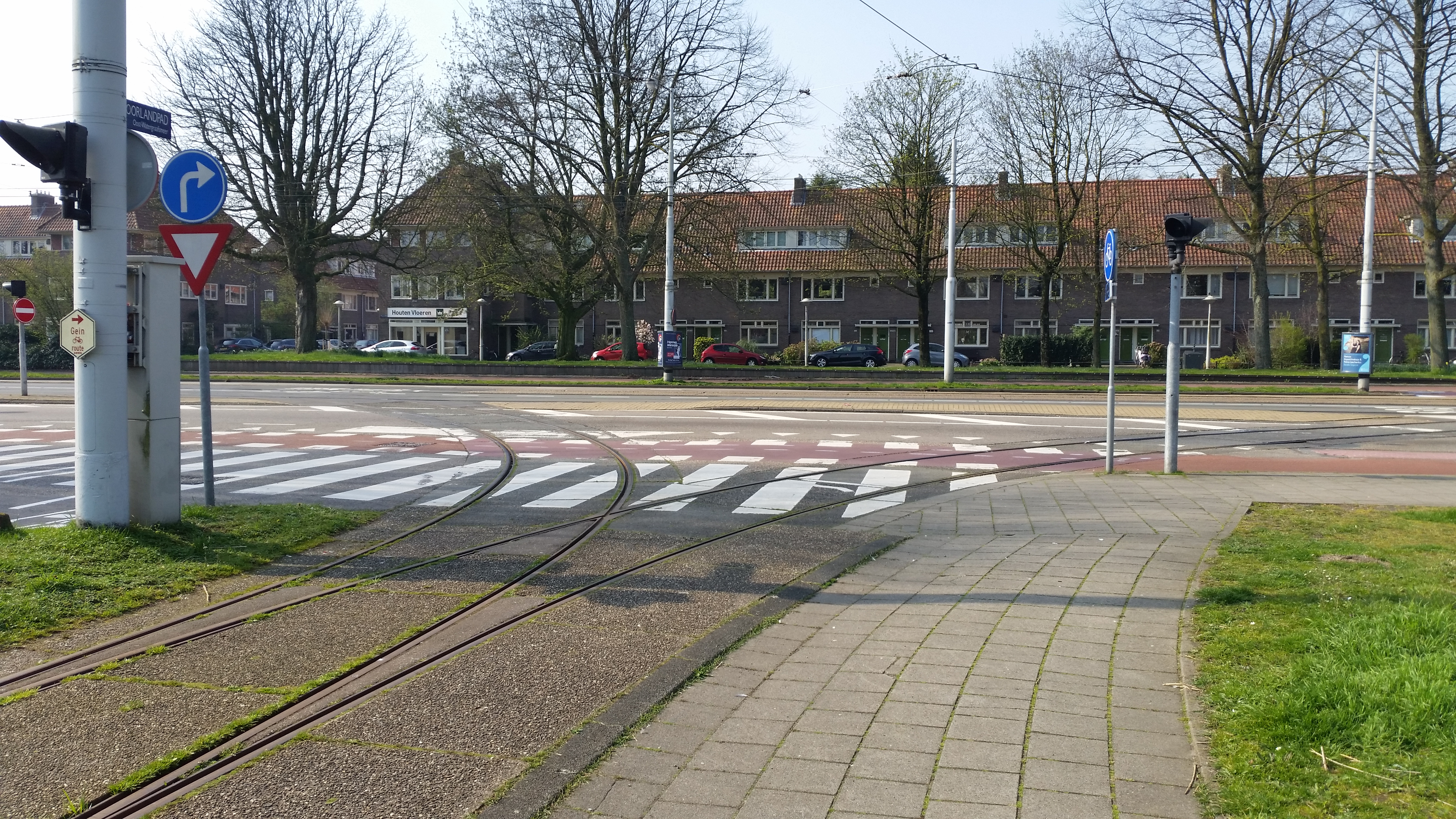
Keerdriehoek voor trams (april 2019)
Trams rijden achteruit van de rails links (stad-uit) naar de fotograaf en vervolgens vooruit van de fotograaf weg op de rails rechts (stad-in)